# Mała Biała Skała

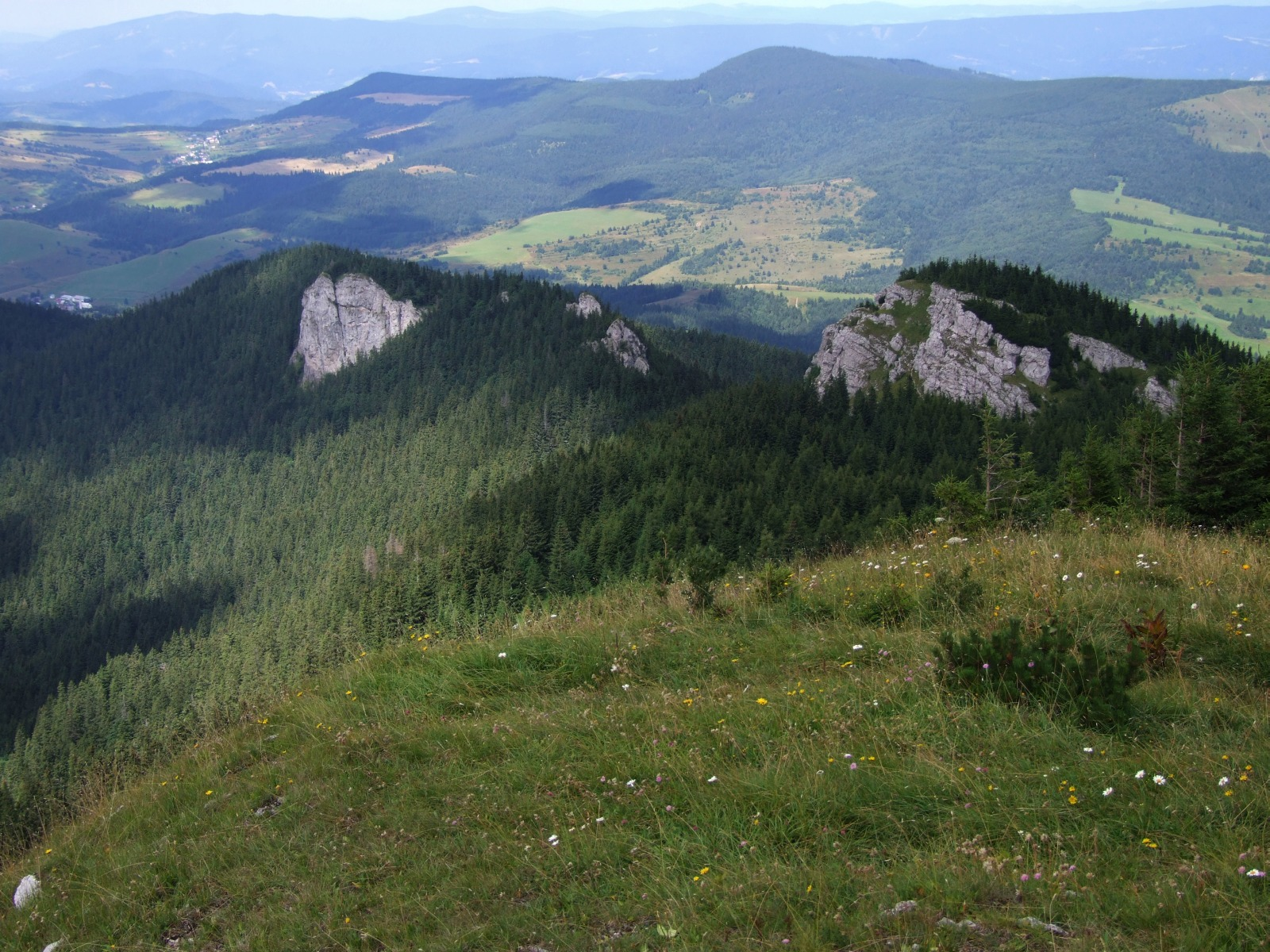
Od lewej: Jaworzyńska Kopa, Mała Biała Skała i Biała Skała

Mała Biała Skała (1316 m n.p.m.)  – turnia w grani głównej Tatr Zachodnich, pomiędzy Jaworzyńską Kopą a  Białą Skałą, od której oddzielona jest przełęczą Białe Wrótka. Znajduje się w słowackiej części Tatr Zachodnich. Nazwa turni podana jest na polskiej mapie, jednak na mapie tej błędnie zaznaczona jest przełęcz Białe Wrótka (po zachodniej stronie Małej Białej Skały). Według Wielkiej encyklopedii tatrzańskiej przełęcz ta znajduje się po jej wschodniej stronie, pomiędzy Małą Białą Skałą a Białą Skałą. Potwierdza to również ukształtowanie terenu i przebieg szlaku turystycznego. Błędnie podawane jest to także w źródłach słowackich, które zwykle nazwę Biała Skała błędnie przenoszą na skały po zachodniej stronie Białych Wrótek. Tak jest np. na słowackiej mapie topograficznej i satelitarnej, na której Mała Biała Skała opisana jest jako Biała Skała, ta zaś jest bez nazwy.
Czasami w słowackiej literaturze Mała Biała Skała nazywana jest Janosikową Skałą, gdyż według ludowych podań Juraj Jánošík ukrył pod nią skarby.
Mała Biała Skała wznosi się od południa ponad Doliną Suchą Sielnicką, od północy ponad Doliną Spadowego Potoku. Odchodzący od niej na północ krótki grzbiet dzieli najwyższe partie tej doliny na dwie odnogi.
Mała Biała Skała zbudowana jest z wapieni i dolomitów i jest dobrze widoczna na tle zalesionego w tym miejscu odcinka grani głównej. Nie prowadzi obok niej żaden szlak turystyczny.